# Белоус Фолс (Вермонт)
Белоус Фолс (енгл. Bellows Falls) град је у америчкој савезној држави Вермонт.

## Демографија
По попису из 2010. године број становника је 3.148, што је 17 (-0,5%) становника мање него 2000. године.
| Група             | 2000.         | 2010.         |
| Белци             | 3.050 (96,4%) | 2.942 (93,5%) |
| Афроамериканци    | 11 (0,3%)     | 26 (0,8%)     |
| Азијати           | 16 (0,5%)     | 19 (0,6%)     |
| Хиспаноамериканци | 36 (1,1%)     | 59 (1,9%)     |
| Укупно            | 3.165         | 3.148         |